# Лиманський (ландшафтний заказник)
Лима́нський зака́зник — ландшафтний заказник місцевого значення в Україні.

## Розташування
Розташований у Білгород-Дністровському районі Одеської області, між селами Семенівка і Молога.

## Характеристика
Площа 65,00 га. Заказник створено згідно з рішенням облвиконкому від 30.12.1982 року № 795, перезатверджено рішенням облвиконкому від 02.10.1984 року № 493.. Заказник створено у 7—8 кварталах Староказацького лісництва Саратського держлісгоспу для охорони лісового комплексу, насадженого на еродованих землях уздовж Дністровського лиману Костецьким Овсієм Павловичем.

## Сучасний стан
Згідно з даними екологічного обстеження 2003 року, заказник розташований лише у кв. 7, площею 64 га. Квартал 8 міститься далеко від цієї ділянки та розташований в урочищі Бикоза. Основу території становлять штучні насадження лісових порід.
Заказник має природоохоронне та рекреаційне значення.
У 2008 році заказник «Лиманський» увійшов до складу Нижньодністровського національного природного парку. 

## Фотогалерея

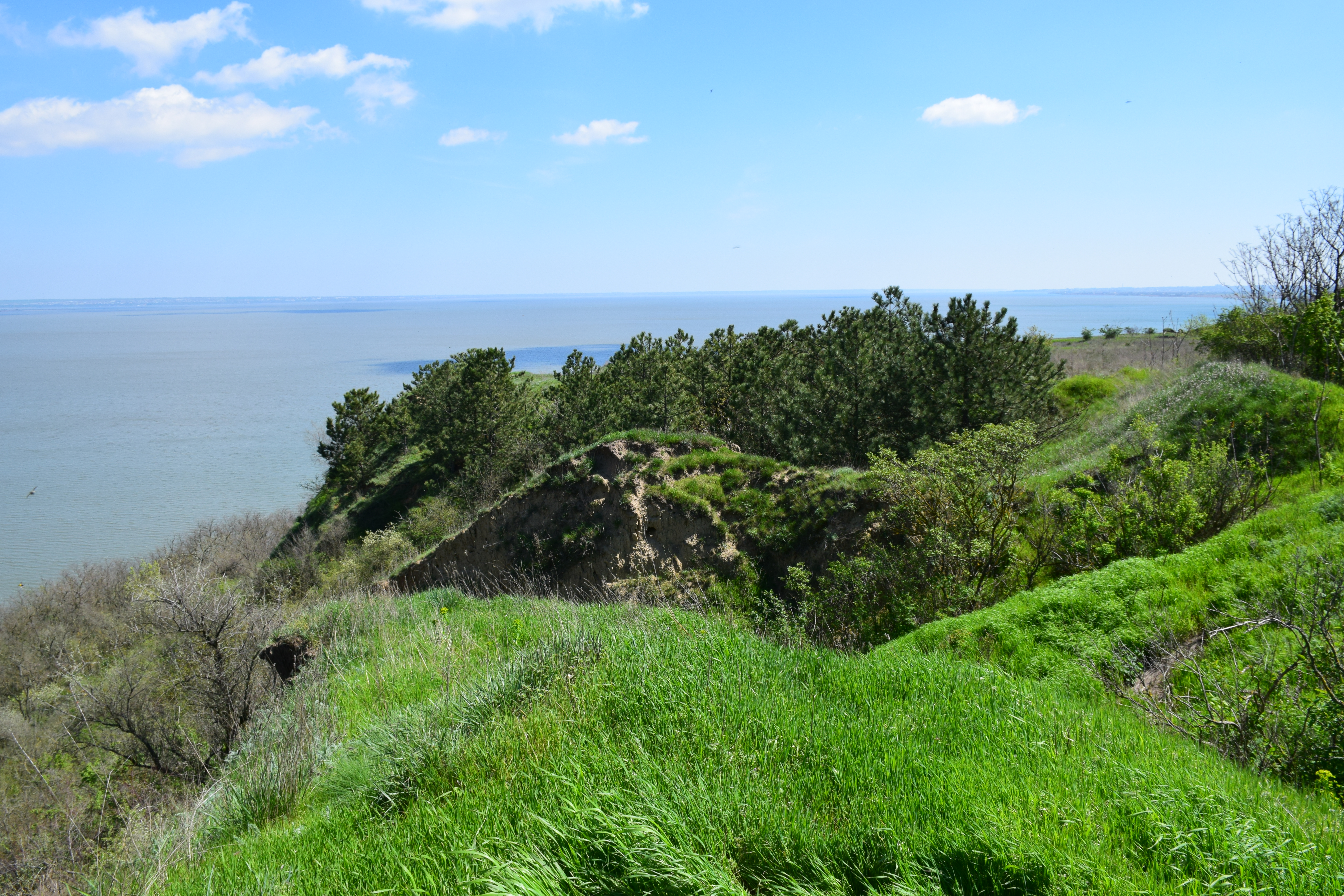
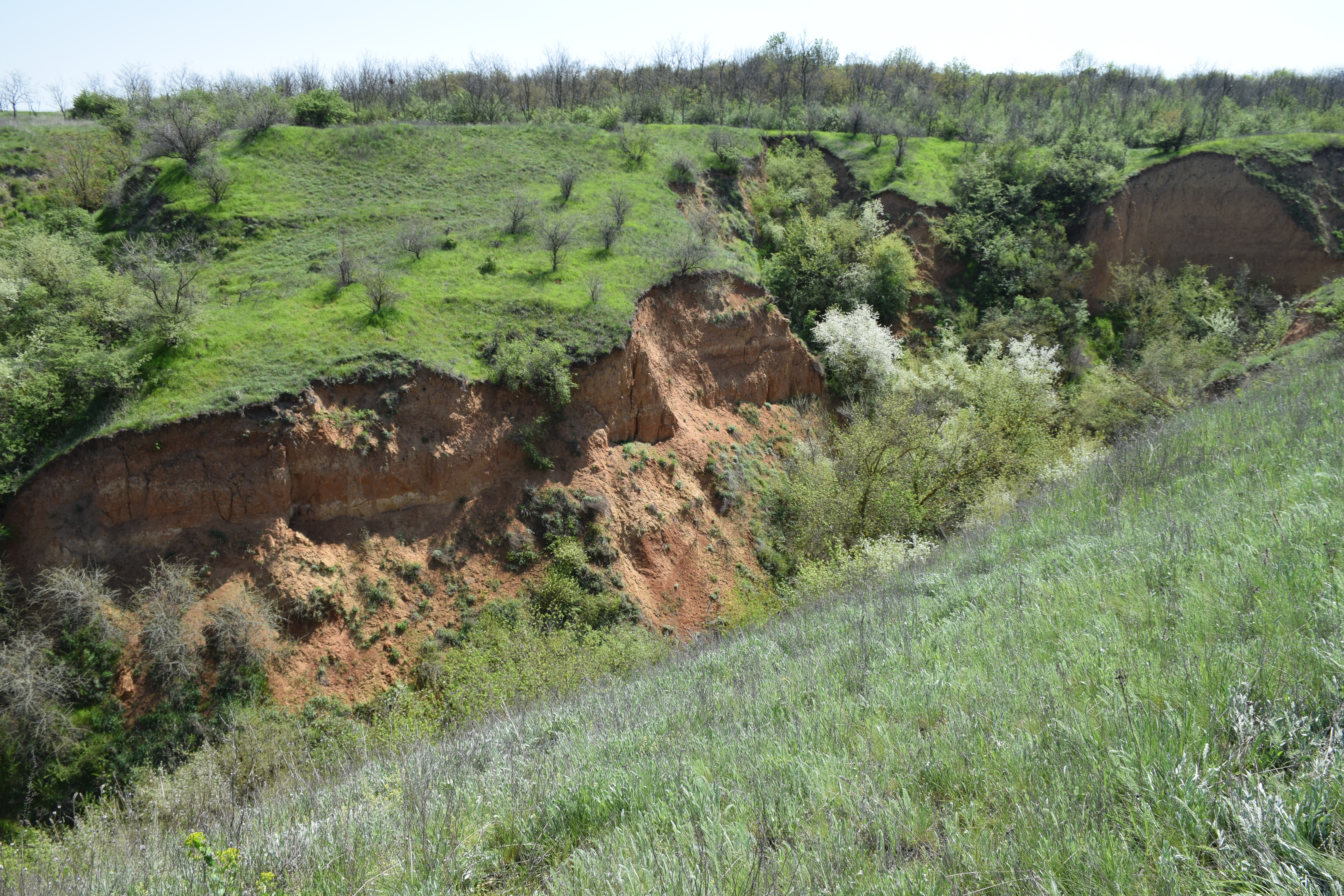
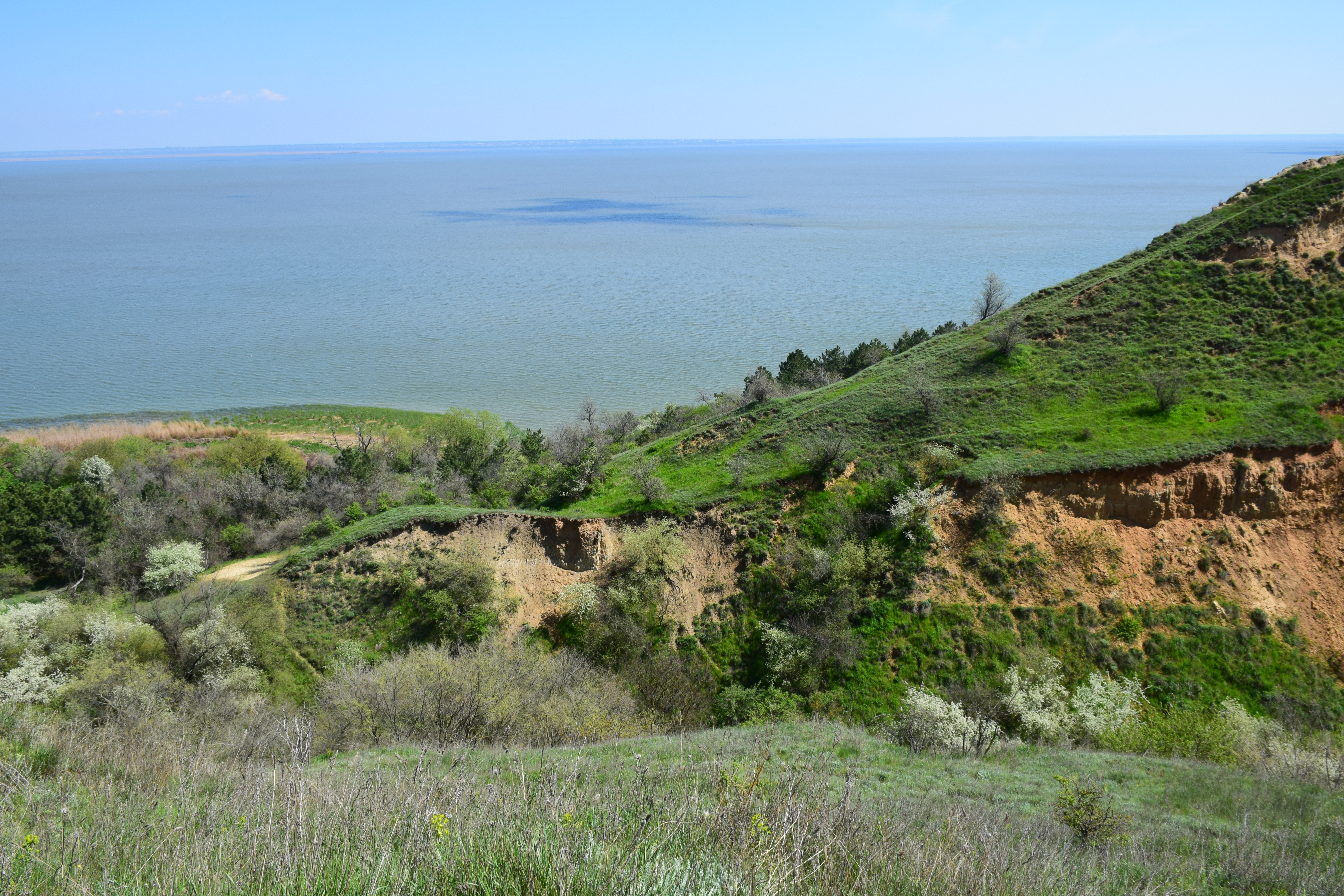
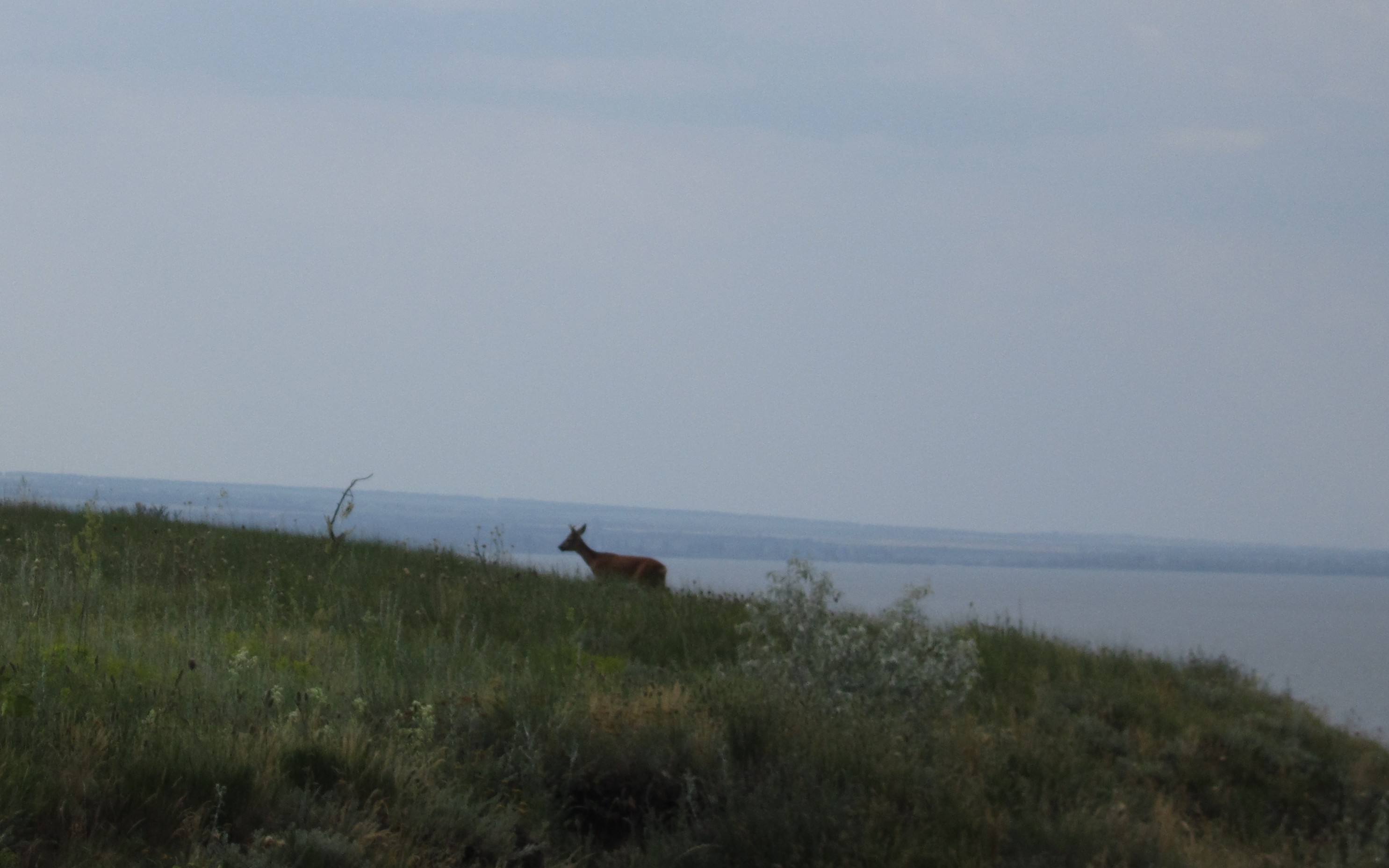
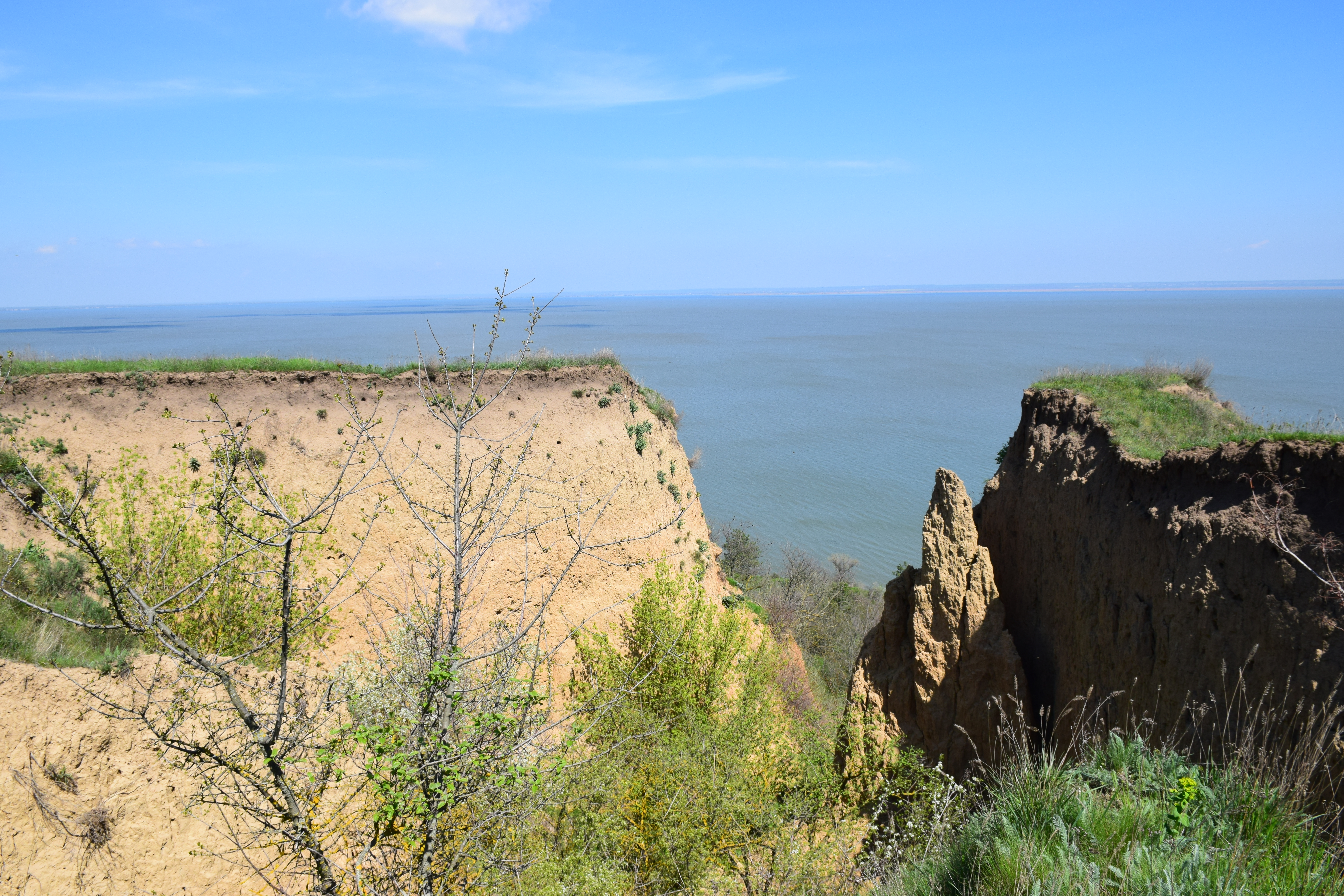
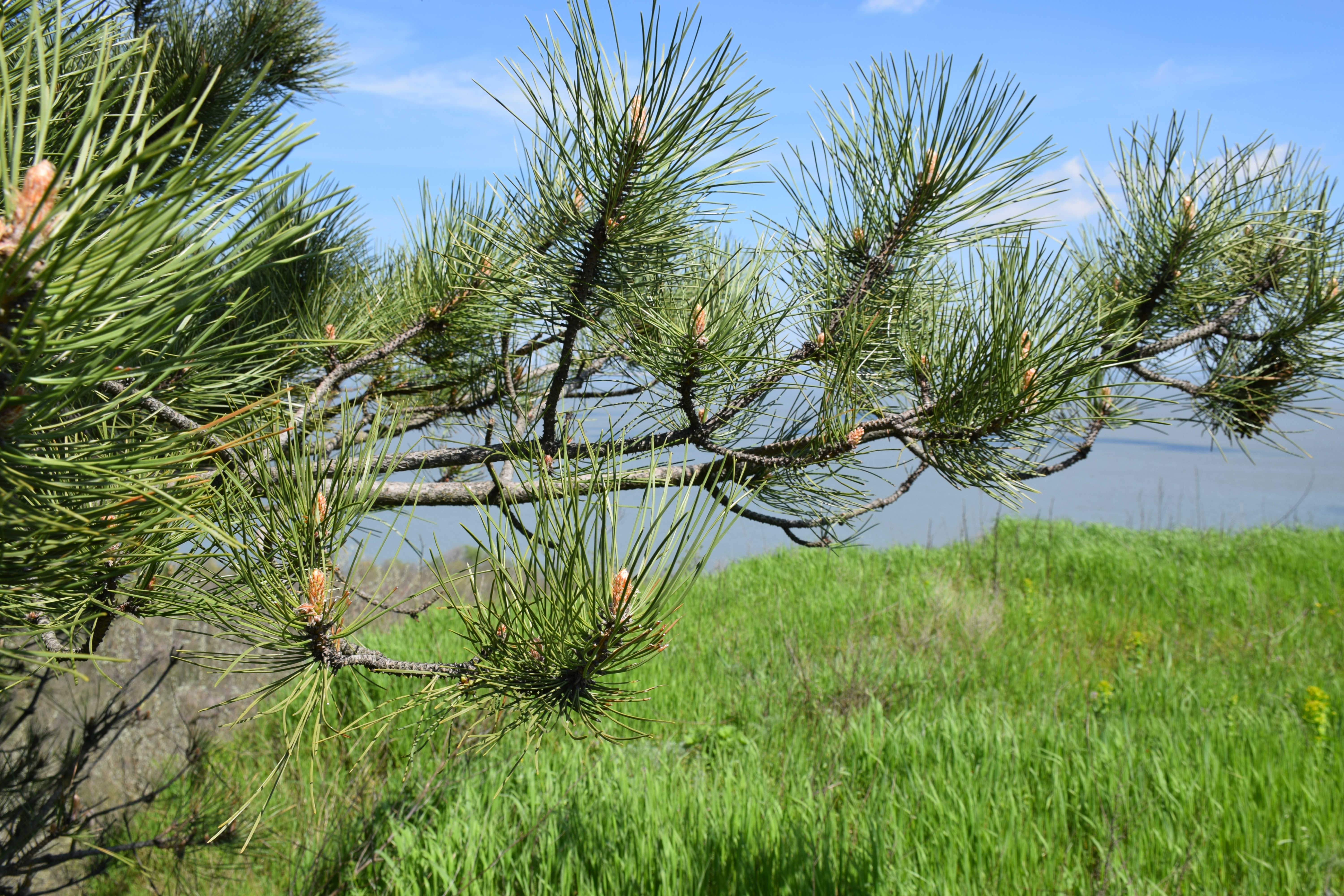

## Овсій Костецький— фундатор заказника

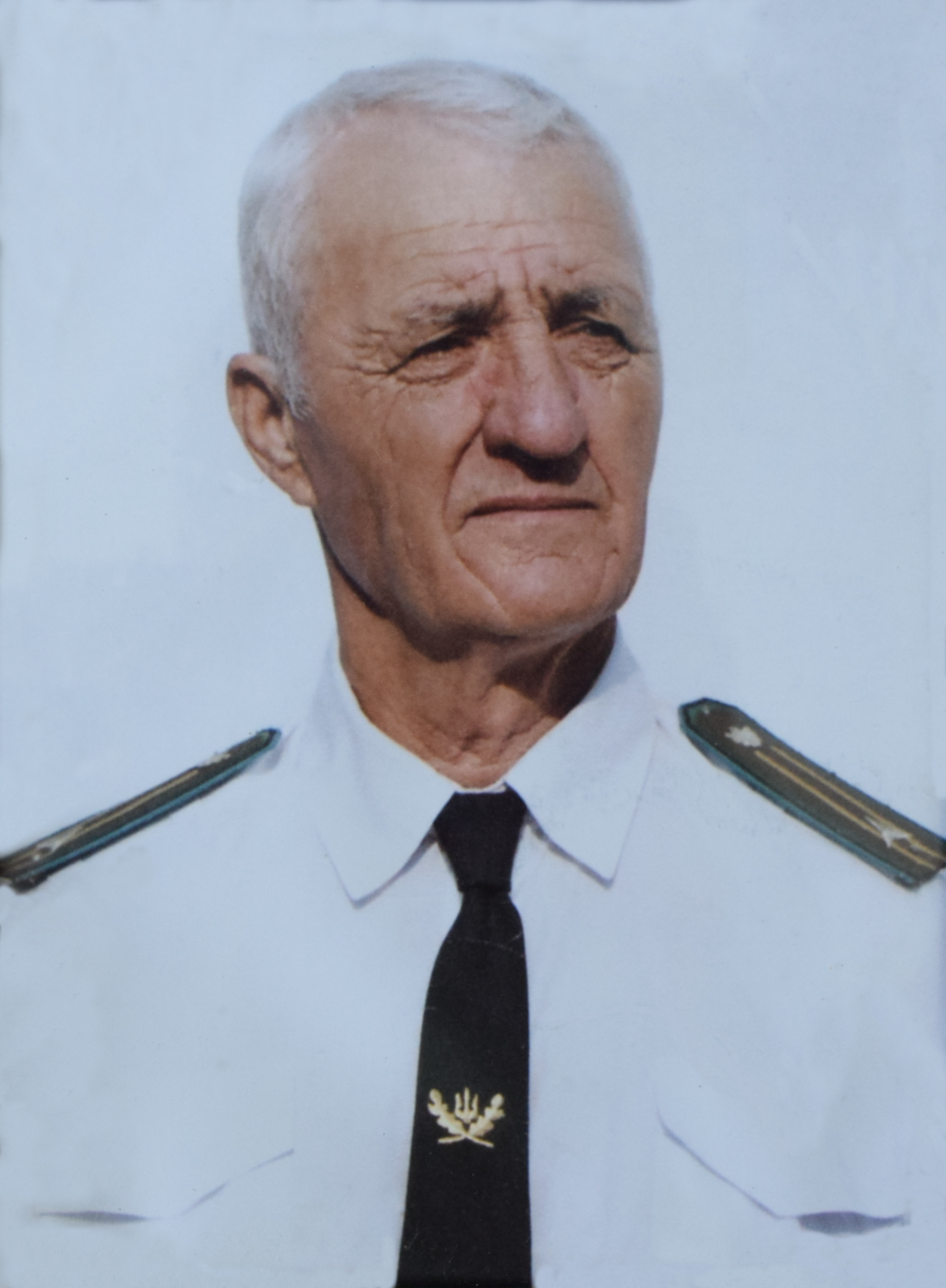
Костецький О.П.

Костецький Овсій Павлович — лісник-єгер Старокозацького лісництва, з 1980 року — лісник-єгер у ландшафтному заказнику «Лиманський». Народився 24 квітня 1938 року в с. Молога (Білгород-Дністровського району). З трьох дітей у своїх батьків він був найменшим. Свою трудову діяльність Овсій Павлович почав з того, що працював електриком у с. Молога. Але з середини 70-х років XX століття О. П. Костецький поселився на східному березі Дністровського лиману, ближче до с. Південне, де присвятив себе лісу, який він висаджував понад 40 років. В заказнику ростуть багато видів дерев, серед яких є осика, лох, берест, дуб, тополя, сосна, ялина блакитна. Також О. П. Костецький зібрав тут унікальну колекцію тварин, серед яких — муфлони (дикі барани). 
О. П. Костецький помер 19 березня 2016 року. 
Нащадки О. П. Костецького продовжують справу свого батька. Два сина Овсія Костецького (Павло та Руслан) мешкають у с. Молога. Павло Костецький працює у Нижньодністровському національному природному парку, а Руслан — лісником Старокозацького лісництва. 
Овсій Костецький неодноразово обирався депутатом обласної та районної ради. У липні 2008 року рішенням сесії Білгород-Дністровської районної ради йому присвоєно звання «Почесний громадянин Білгород-Дністровського району». В народі відомий під прізвиськом «Дєд Євсєй».